# 신월제

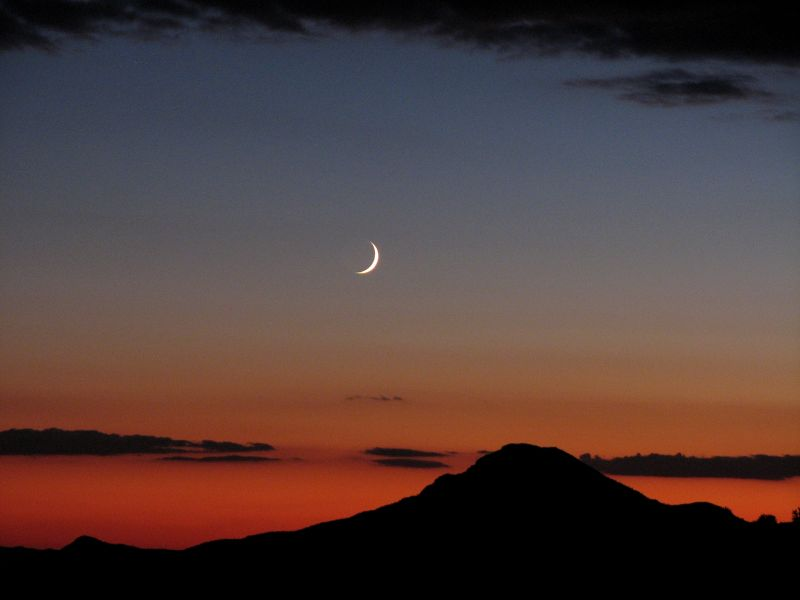

신월제(히브리어: ראש חודש)는 유태력의 새 달의 시작이다. 시나고그에서 아침 예배 때 특정한 방법으로 축하한다.

## 같이 보기
- 유대교
- 히브리력